# Anolis brasiliensis
Anolis brasiliensis (бразильський аноліс) — вид ігуаноподібних ящірок родини анолісових (Dactyloidae). Ендемік Бразилії.

## Поширення і екологія
Бразильські аноліси поширені на Бразильському нагір'ї. Вони живуть в саванах серрадо.